# Puente de Vallecas (stacja metra)
Puente de Vallecas – stacja metra w Madrycie, na linii 1. Znajduje się w dzielnicy Puente de Vallecas, w Madrycie i zlokalizowana jest pomiędzy stacjami Pacífico, a Nueva Numancia. Została otwarta 8 maja 1923.